# Competitivitate prin informație
Competitivitate prin informație, pe scurt CI, (în engleză : competitive intelligence) este o activitate care presupune obținerea, analizarea și valorificarea datelor, știrilor și informațiilor despre produse, servicii, clienți, competitori și orice alte aspecte despre mediul în care o organizație își desfășoară activitatea sau are interese, în scopul susținerii proceselor decizionale ale managementului de vârf din acea organizație.
Competitivitate prin informație nu este spionaj economic. CI are la bază conceptul de etică în afaceri și este o activitate legală. Spionajul economic este o activitate ilegală.
Competitivitate prin informație nu este business intelligence, ci este o activitate ale cărei obiective sunt orientate preponderent mediului extern al organizației. Business intelligence (BI) reprezintă un set de teorii, metodologii, procese, arhitecturi și tehnologii care prelucrează datele brute ale organizației și le transformă în informații utile desfășurării proceselor din cadru acelei organizații.
Soluțiile oferite de domeniul competitivitate prin informație sunt destinate să pună în aplicare sisteme de sprijin decizional și să întrețină procesele care transformă datele în informații și informațiile în cunoștințe și ajută cu adevărat companiile să planifice strategii de dezvoltare, să conecteze activitățile curente la aceste strategii, să stabilească relații profitabile cu clienți, parteneri și contractanți, să dezvolte produse și servicii, să îmbunătățească eficiența operațională. Informațiile obținute au în vedere în principal cerințele clientului, concurența și tendințele generale în domeniile industrial, tehnologic și cultural. Instrumentele dezvoltate pentru Competitive Intelligence asigură soluții adecvate și de performanță pentru organizarea de mari cantități de date în baze de date multidimensionale, prelucrare analitică online, data mining, analiza predictivă, managementul cunoștințelor, care leagă bazele de date cu atribute cu hărțile digitale. Sistemul își propune să integreze eforturile de accelerare, pentru a crește eficiența transferului informațional prin formarea abilităților decizionale aferente culturii informației și cunoștințelor pentru a oferi soluții de performanță și instrumente adaptate sau transferate de la Competitive Intelligence.

## Istoric
Noțiunea de CI a apărut în Statele Unite ale Americii în perioada anilor 1970. Articole despre CI au apărut cu mult înainte, însă anul 1980 a fost marcat de lucrarea Competitive-Strategy: Techniques for Analyzing Industries and Competitors (Strategie Competitivă: Tehnici pentru analiza concurenței și a activităților economice) scrisă de Michael Eugene Porter(en), care este recunoscută în cele mai largi cercuri de specialitate, drept fundamentarea conceptului de competitivitate prin informație.

## Volume publicate în România
- Vasile Păun, Competitivitate prin informație, Editura Paidea, București, 2006
- Cristian Obreja, Costache Rusu, Protejarea și promovarea intereselor firmei prin INTELLIGENCE, Editura Expert, București, 2009

## Domenii conexe
- Afaceri și industrie
- Business intelligence
- Etica în afaceri
- Plan de afaceri